# The Prophecy (film 1913 Edwin)
The Prophecy è un cortometraggio muto del 1913 diretto da Walter Edwin.

## Produzione
Il film fu prodotto dalla Edison Company.

## Distribuzione
Distribuito dalla General Film Company, il film - un cortometraggio in una bobina - uscì nelle sale cinematografiche statunitensi il 13 maggio 1913. Pochi giorni prima, il 7 maggio, era uscito in sala anche un altro The Prophecy, prodotto dalla Essanay Film Manufacturing Company.